# Caradrina molisana
Caradrina molisana là một loài bướm đêm trong họ Noctuidae.